# Équipe du Sri Lanka de rugby à XV
L'équipe du Sri Lanka de rugby à XV rassemble les meilleurs joueurs du Sri Lanka.

## Palmarès
- Coupe du monde
  - 1987 : pas invitée
  - 1991 : pas qualifiée
  - 1995 : pas qualifiée
  - 1999 : pas qualifiée
  - 2003 : pas qualifiée
  - 2007 : pas qualifiée
  - 2011 : pas qualifiée
  - 2015 : pas qualifiée
  - 2019 : pas qualifiée
  - 2023 : pas qualifiée

## Classement World Rugby
Le Sri Lanka est au 46e rang mondial (au 2 octobre 2023) du classement World Rugby.